# خط طول 26° شرق
خط طول 26° شرق هو أحد خطوط الطول الجغرافية، والتي تمتد من القطب الشمالي الجغرافي إلى القطب الجنوبي الجغرافي، وحسب التحويل الزمني يتقدم خط طول 26° شرق عن خط غرينتش بـ1 ساعات و44 دقيقة.

## من القطب إلى القطب
ينطلق خط طول 26° شرق من القطب الشمالي نحو القطب الجنوبي مرورا بالمناطق التي ترد في الجدول التالي:
| الإحداثيات                         | البلد أو الإقليم أو البحر   | ملاحظات |
| ---------------------------------- | --------------------------- | --- |
| 90°0′N 26°0′E / 90.000°N 26.000°E  | المحيط المتجمد الشمالي      | |
| 80°10′N 26°0′E / 80.167°N 26.000°E | النرويج                     | Island of نورداوستلاندت، سفالبارد |
| 79°40′N 26°0′E / 79.667°N 26.000°E | بحر بارنتس                  | |
| 71°8′N 26°0′E / 71.133°N 26.000°E  | النرويج                     | Island of جزيرة ماجيراوي |
| 70°58′N 26°0′E / 70.967°N 26.000°E | بورسانغرفيوردن              | |
| 70°39′N 26°0′E / 70.650°N 26.000°E | النرويج                     | |
| 69°43′N 26°0′E / 69.717°N 26.000°E | فنلندا                      | |
| 60°16′N 26°0′E / 60.267°N 26.000°E | بحر البلطيق                 | خليج فنلندا |
| 59°37′N 26°0′E / 59.617°N 26.000°E | إستونيا                     | |
| 57°52′N 26°0′E / 57.867°N 26.000°E | لاتفيا                      | |
| 55°58′N 26°0′E / 55.967°N 26.000°E | ليتوانيا                    | |
| 54°57′N 26°0′E / 54.950°N 26.000°E | بيلاروس                     | |
| 51°56′N 26°0′E / 51.933°N 26.000°E | أوكرانيا                    | ريفنا أوبلاست — passing just east of فاراش فولين أوبلاست — for about 9 km ريفنا أوبلاست — for about 6 km فولين أوبلاست — for about 13 km ريفنا أوبلاست — passing just west of روفنو تيرنوبل أوبلاست — passing just west of بورشتشيف تشيرنيفتسي أوبلاست — passing through تشيرنوفتسي |
| 47°58′N 26°0′E / 47.967°N 26.000°E | رومانيا                     | Passing just west of بوخارست |
| 43°53′N 26°0′E / 43.883°N 26.000°E | بلغاريا                     | |
| 41°20′N 26°0′E / 41.333°N 26.000°E | اليونان                     | |
| 40°49′N 26°0′E / 40.817°N 26.000°E | البحر الأبيض المتوسط        | بحر إيجة |
| 40°9′N 26°0′E / 40.150°N 26.000°E  | تركيا                       | Island of إمبروس |
| 40°8′N 26°0′E / 40.133°N 26.000°E  | البحر الأبيض المتوسط        | بحر إيجة |
| 39°51′N 26°0′E / 39.850°N 26.000°E | تركيا                       | Island of جزيرة تينيدوس |
| 39°49′N 26°0′E / 39.817°N 26.000°E | البحر الأبيض المتوسط        | بحر إيجة |
| 39°17′N 26°0′E / 39.283°N 26.000°E | اليونان                     | Island of لسبوس |
| 39°7′N 26°0′E / 39.117°N 26.000°E  | البحر الأبيض المتوسط        | بحر إيجة |
| 38°36′N 26°0′E / 38.600°N 26.000°E | اليونان                     | Island of خيوس (جزيرة) |
| 38°10′N 26°0′E / 38.167°N 26.000°E | البحر الأبيض المتوسط        | بحر إيجة |
| 37°34′N 26°0′E / 37.567°N 26.000°E | اليونان                     | Island of إيكاريا |
| 37°31′N 26°0′E / 37.517°N 26.000°E | البحر الأبيض المتوسط        | بحر إيجة |
| 36°56′N 26°0′E / 36.933°N 26.000°E | اليونان                     | Island of أمورغوس |
| 36°53′N 26°0′E / 36.883°N 26.000°E | البحر الأبيض المتوسط        | بحر إيجة |
| 35°12′N 26°0′E / 35.200°N 26.000°E | اليونان                     | Island of كريت |
| 35°1′N 26°0′E / 35.017°N 26.000°E  | البحر الأبيض المتوسط        | |
| 31°36′N 26°0′E / 31.600°N 26.000°E | مصر                         | |
| 22°0′N 26°0′E / 22.000°N 26.000°E  | السودان                     | |
| 10°9′N 26°0′E / 10.150°N 26.000°E  | جنوب السودان                | |
| 7°0′N 26°0′E / 7.000°N 26.000°E    | جمهورية إفريقيا الوسطى      | |
| 5°14′N 26°0′E / 5.233°N 26.000°E   | جمهورية الكونغو الديمقراطية | |
| 11°56′S 26°0′E / 11.933°S 26.000°E | زامبيا                      | |
| 17°59′S 26°0′E / 17.983°S 26.000°E | زيمبابوي                    | |
| 19°9′S 26°0′E / 19.150°S 26.000°E  | بوتسوانا                    | Passing just east of غابورون |
| 24°43′S 26°0′E / 24.717°S 26.000°E | جنوب إفريقيا                | الشمالية الغربية فري ستيت كيب الشرقية |
| 33°43′S 26°0′E / 33.717°S 26.000°E | المحيط الهندي               | |
| 60°0′S 26°0′E / 60.000°S 26.000°E  | المحيط الجنوبي              | |
| 70°9′S 26°0′E / 70.150°S 26.000°E  | القارة القطبية الجنوبية     | أرض الملكة مود، المطالب الإقليمية بالقارة القطبية الجنوبية by النرويج |